# اتحادیه فوتبال سیرالئون
اتحادیه فوتبال سیرالئون (انگلیسی: Sierra Leone Football Association) نهاد اداره‌کننده مسابقات فوتبال و فوتسال در کشور سیرالئون است.
این سازمان که در سال ۱۹۶۰ تأسیس شده عضو کنفدراسیون فوتبال آفریقا و فیفا نیز می‌باشد و مقر آن در شهر فری‌تاون است.